# Антонівка (Уманський район)
Анто́нівка — село в Україні, в Паланській сільській громаді Уманського району Черкаської області. Розташоване на обох берегах річки Синиця (притока Південного Бугу) за 33 км на південний захід від міста Умань. Населення становить 502 особи (станом на 1 січня 2024р.).

## Населення
За переписом 2001 року населення становило 637 осіб.

### Мовний склад
Рідна мова населення за даними перепису 2001 року:
| Мова       | Чисельність, осіб | Доля     |
| ---------- | ----------------- | -------- |
| Українська | 611               | 95,92 %  |
| Російська  | 23                | 3,61 %   |
| Румунська  | 2                 | 0,31%    |
| Білоруська | 1                 | 0,16%    |
| Разом      | 637               | 100,00 % |

## Відомі люди
- Серебряков Валентин Валентинович — український орнітолог, доктор біологічних наук, професор.